# Brežice
Brežice es una localidad de Eslovenia, capital del municipio homónimo en la región de Posavje, cerca de la frontera con Croacia. Esta zona ha estado tradicionalmente dividida entre la Baja Estiria (territorio en la margen izquierda del río Sava) y la Baja Carniola (el territorio en la margen derecha del Sava). En la actualidad, todo el municipio se encuentra en la región estadística Spodnjeposavska.

## Lugares de Interés
- Castillo de Brežice
- Torre de agua de Brežice